# ميخائيل عيد
ميخائيل عيسى عيد (1936 - 16 ديسمبر 2004) شاعر ومترجم سوري. ولد قرية المشتى من منطقة صافيتا في محافظة طرطوس. درس منقطعًا وحصل على إجازة الفلسفة والاقتصاد السياسي من جامعة صوفيا في بلغاريا. عمل مدرّسًا في سوريا ولبنان. نشر نتاجه الأدبي في المجلات والصحف السورية وعمل بالترجمة بين البلغارية والعربية. کان عضوًا باتحاد الكتاب العرب. توفي في دمشق.

## سيرته
ولد ميخائيل عيسى عيد سنة 1936 في قرية المشتى بمنطقة صافيتا بمحافظة طرطوس. ما أتاح له الظروف أن يدرس الابتدائية بشكل نظامي، عمل خادما وراعي غنم عند أحد الإقطاعيين. وفي بداية 1947 ذهب إلى بيروت للعمل. «ولحسن الحظ أن شقيقي كان يسكن في تخشيبة صغيرة عند رجل يعيش وحيداً مع زوجته دون أولاد فأشفق علي واتصل بصديق له يدير مدرسة ابتدائية بمنطقة سن الفيل لأعمل عنده ناطوراً.» ثم رجع إلى وطنه في 1951 وأكمل دراسته. حصل على إجازة الفلسفة والاقتصاد السياسي من صوفيا في بلغاريا.

عمل بالتدريس في سوريا ولبنان. انتسب إلى اتحاد الكتاب العرب في 1974، كما كان عضوا للدورة الثانية في المكتب التنفيذي لاتحاد. كتب الشعر والزجل منذ أواسط الخمسينيات، ونشر الكثير من قصائده وإنتاجه في الدوريات المحلية. وعمل بالترجمة الأدبية بين البلغارية والعربية. 

توفي في 16 ديسمبر 2004 في دمشق بعد معاناته مع المرض.

## مؤلفاته
صدر له 47 مؤلفا بين الشعر والدراسة والترجمة.

### من دواوينه الشعرية والزجلية
- حكايات وغناني، 1970
- شعر، 1977
- ورقات من دفتر عمر، 1980
- أغنيات لقمر الطفولة، 1984
- تنويعات على وتر الحلم، 1988
- قمر المخيّم لا يساوم، 1988
- وردة الطقس البارد، 1989
- يمامة الكلام، 1999
- النمل يغنّي، 2000
- ورد وسنديان، 2000

### من ترجماته عن البلغارية:[8]
- ولا إياب ـ شعر ـ بيتر انداساروف  (1983)
- رسول حمزاتوف ـ آراء وقصائد (1984)
- قصص أطفال للكاتب الإيطالي جاني روداري:
  - بنفسجة في القطب الشمالي (1982)
  - صياد سمك من شيفالو (1984)

### من كتبه
- معجم بلغاري - إنكليزي - عربي